# Европски пут Е73
Европски пут Е73 чини дио европске мреже међународних путева Уједињених нација, која повезује Мађарску и источну Хрватску са Босном и Херцеговином и Јадранским морем у околини луке Плоче. Овај пут дужине 679 километара је такође означен као Паневропски коридор Vc, огранак петог Паневропског коридора. Путања се углавном састоји од путева са двије траке са раскрсницама у нивоу, иако је током прве деценије 21. вијека око трећине путање надограђена на стандардне ауто-путеве. Преостали дијелови путање се тренутно унапређују у свим обухваћеним земљама. Најдужи дио овог коридора пролази кроз Босну и Херцеговину и нашироко се представља као најважнији пут за развој земље. Пут уједно служи и као најкраћа веза између источних и јужних дијелова Хрватске.

## Преклапања
| Држава              | км      | Путања | Контролни градови            | Повезујуће путање | Напомене |
| Мађарска            | 0—176   | M6     | Будимпешта Бољ               | M0 M60            | Сјеверни крак E73 налази се на размеђи M6 и M0 у близини Будимпеште. Саобраћај са E73 у правцу сјевера, напуштајући сегмент, подразумјевано је на кружном ауто-путу M0 код Будимпеште. Спојна дионица ауто-пута M0 конкурентна је са еврипским путевима E60, E71 и E75. |
| Мађарска            | 176—182 | 57     | Бољ Мохач                    |                   | Пут са двије траке са раскрсницама у нивоу. |
| Мађарска            | 182—194 | 56     | Мохач Удвар                  |                   | Пут са двије траке са раскрсницама у нивоу. Најјужнија дионица E73 у Мађарској. |
| Хрватска            | 194—237 | D7     | Дубошевица Осијек            | D517 D212         | Пут са двије траке са раскрсницама у нивоу. |
| Хрватска            | 237—244 | D2     | Осијек                       |                   | Осјечка обилазница. Брзи пут са двије траке са ограниченим приступом са раскрсницама одвојеним нивоима. |
| Хрватска            | 244—302 | A5     | Осијек Свилај                | A3                | Тренутни сјеверни крај ауто-пута A5 је петља у Осијеку, гдје саобраћај A5/E73 на сјеверу прелази на државни пут D2. |
| Босна и Херцеговина | 302—317 | A1     | Доњи Свилај Оџак             | M-14.1            | Јужна 4 км су спојница са двије траке са раскрсницама на нивоу. |
| Босна и Херцеговина | 317—320 | M-14.1 | Оџак Модрича                 |                   | Пут са двије траке са раскрсницама у нивоу. |
| Босна и Херцеговина | 320—442 | M-17   | Модрича Зеница               | M-4 M-15          | Пут са двије траке са раскрсницама у нивоу. |
| Босна и Херцеговина | 442—531 | A1     | Зеница Сарајево Тарчин       | M-18              | Ауто-пут, конкурентан са путањом E761 између Зенице и Сарајева. |
| Босна и Херцеговина | 531—668 | M-17   | Тарчин Мостар Чапљина Дољани | M-16.2 M-6.1 M-6  | Пут са двије траке са раскрсницама у нивоу. |
| Хрватска            | 668—679 | D9     | Метковић Опузен              | D62 D8            | Пут са двије траке са раскрсницама у нивоу. Саобраћај у правцу сјевера E73 напуштајући дионицу прелази у Босну и Херцеговину на граничном прелазу Метрковић. Саобраћањем јужним E73 напуштањем дионице прелази на хрватски државни пут D8 (Европски пут E65) у Опузену. Иако је у спецификацији путање UNECE Метковић означен као контролни град E73, цијела путања D9 до Опузена је означена као E73. Најјужнија дионица E73. |